# Gasteruption hastator
Gasteruption hastator är en stekelart som först beskrevs av Fabricius 1804.  Gasteruption hastator ingår i släktet Gasteruption, och familjen bisteklar. Enligt den finländska rödlistan är arten nationellt utdöd i Finland. Arten är reproducerande i Sverige. Artens livsmiljö är ruderatmarker, vägrenar och banvallar.